# Pokarm bielika

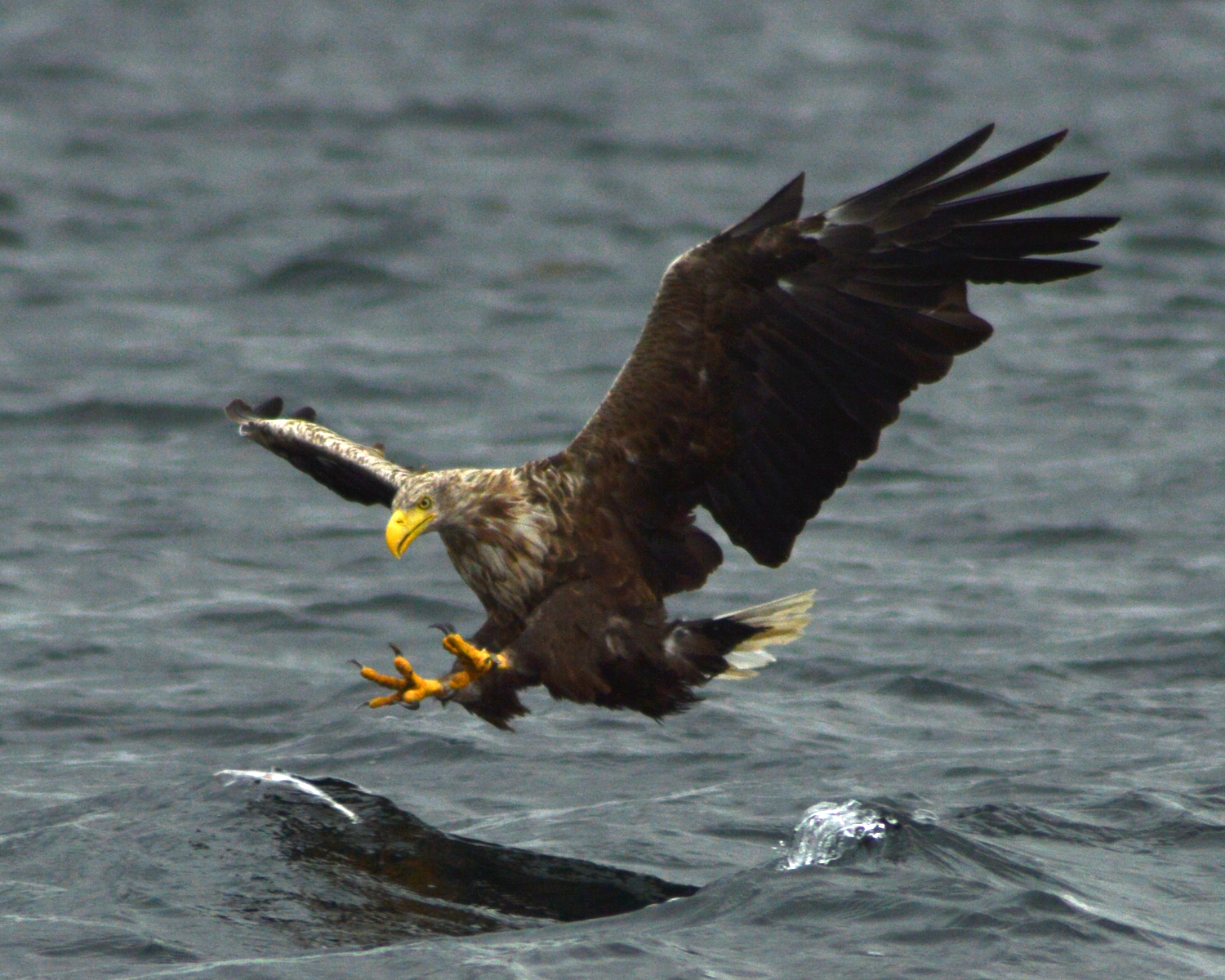
Bielik polujący na rybę w okolicy szkockiej wyspy Mull

Pokarm bielika – bieliki (Haliaeetus albicilla) są drapieżnikami i padlinożercami, generalistami pokarmowymi, wykorzystującymi szerokie spektrum ofiar. Główny udział w diecie stanowią ryby i ptactwo wodne, zimą ważnym źródłem pokarmu dla bielików staje się padlina.

## Ogólna charakterystyka
Dieta bielików jest zróżnicowana, oportunistyczna i sezonowo zmienna. Zdobycze obejmują ryby, ptaki i, w drugiej kolejności, ssaki. Są zdolne zaatakować stosunkowo duże zwierzęta, aczkolwiek preferują te mniejsze, łatwiejsze do schwytania. Zwłaszcza zimą, a sporadycznie także w innych porach roku, żerują głównie na odpadkach. Szukają padliny lub wypatrują krukowatych, sępów i innych drapieżników. W północno-wschodnich Niemczech obserwowane bieliki polowały głównie z gałęzi, siedząc i czekając na okazję do złapania zdobyczy. Podobnie do innych bielików, zwyczajne na ogół łapią ryby u wybrzeża, przeważnie w wodzie do głębokości 1,5–2 m. Prócz drzew czynią użytek ze skał, pagórków i wystających kęp traw – tak długo, jak te zapewniają wystarczający widok na okolicę. Ryby chwytane są po krótkim locie, zwykle bieliki podczas ich łapania moczą tylko stopy. Niemniej zdarza im się zanurzać w toni wody, głównie podczas rozpoczynania ataku z powietrza, z wysokości co najmniej 200 m. Norweskie bieliki czynią tak rzadko. Niekiedy brodzą na płyciznach w poszukiwaniu ryb, często przy wybrzeżu lub żwirowych wysepkach. Zdobycz inną niż ryby pozyskują w trakcie niskiego lotu nad wybrzeżem morza czy jeziora, starają się zaskoczyć swoje ofiary. Mimo tego sukces w trakcie polowania na zdrowe osobniki bywa niski, jak wykazano w szwedzkim badaniu nad bielikami polującymi na krzyżówki (Anas platyrhynchos).
Bieliki podążają za łodziami rybackimi, rozglądają się za rybami na komercyjnych łowiskach, zarybionych jeziorach i stawach. Poza tym wykorzystują padlinę lub odpadki rybne. Wśród bielików rozpowszechnione jest kleptopasożytnictwo. Odbierają pokarm wydrom albo ptakom – kormoranom, mewom, rybołowom (Pandion haliaetus), krukowatym czy innym drapieżnikom. Podczas szczególnie srogich zim bieliki powszechnie obierają padlinę jako główne źródło pożywienia. Najchętniej zjadają truchła zwierząt kopytnych – w tym bydła – i ryb, jednak czynią użytek nawet z martwych waleni czy ludzi. Na podstawie monitorowania przyjmowania pokarmu przez żyjące w niewoli bieliki oszacowano dziennie pobieraną ilość pożywienia na 500–600 g, co odpowiada około 10% masy ciała ptaka. W wolu znajdywano w większości przypadków od 190 do 560 g pokarmu. Niektóre półdzikie młode bieliki żyjące na szkockiej wyspie Rum były w stanie zjeść do 1,4 kg pokarmu za jednym podejściem. Inne wyniki uzyskano w Norwegii, gdzie pięć bielików spożywało dziennie średnio 625 g pokarmu. Pewien samiec zjadł dwukilogramową porcję mięsa po złapaniu dużej ryby. Łapane ryby i ptaki ważą zazwyczaj od 0,5 do 3 kg. Jedno ze źródeł podaje ogólny przedział 0,5–1 kg, kolejne zaś 0,1–8 kg (dla samych ryb). Niemniej średnia masa ciała ofiary wykazuje się znaczną różnorodnością. Trzy badania wskazywały na średnie rzędu 578 g (Wigierski Park Narodowy), 1062,1 g (Zbiornik Rybiński, zachodnia Rosja) i 1,72 kg (Rezerwat Wołżańsko-Kamski, zachodnia Rosja).
Wypluwki bielików charakteryzują się wyjątkowo dużym rozmiarem i szerokością (90–110 mm długości, 35–40 mm średnicy) oraz zaokrąglonymi końcami. Niekiedy wypluwki są bocznie spłaszczone. Zawierają duże ilości sierści i resztek piór, lecz nie kości – te występują tylko w formie niewielkich fragmentów.

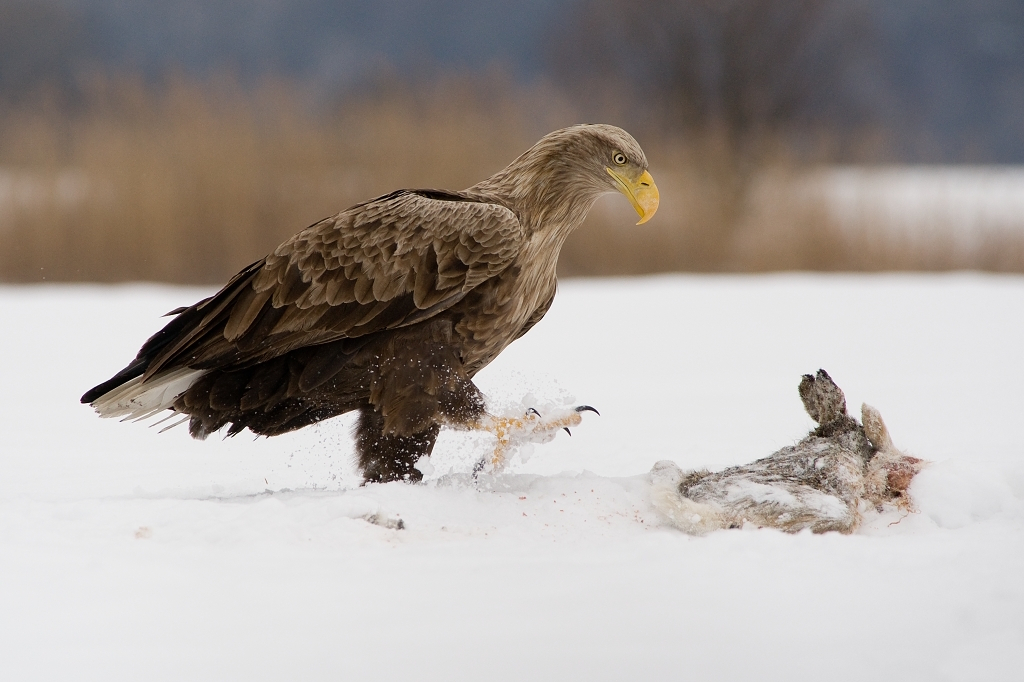
Zimą bieliki często polegają głównie na padlinie

Wiele badań wskazywało ryby i ptactwo wodne jako trzon diety bielika zwyczajnego, podobnie jak to się dzieje u innych bielików Haliaeetus. Mimo tego w przeciwieństwie do innych bielików, w tym amerykańskiego (H. leucocephalus) i olbrzymiego (H. pelagicus), dla bielików zwyczajnych ptaki mają znaczenie pierwszorzędne. Odmienne obserwacje poczyniono na Grenlandii. W szczątkach ofiar i wypluwkach przeważały ptaki, lecz obserwacje żerujących ptaków i ich gniazd in situ pokazały, że bieliki preferują ryby. Biorąc pod uwagę przebadane w 1979 wypluwki i szczątki, w których zidentyfikowano 557 fragmentów ofiar, 68% spożywanego pokarmu stanowiłyby ptaki, a 20% – ryby. Bezpośrednie obserwacje wskazują na inny rozkład procentowy, w którym 58% zdobyczy stanowią ryby, a 30% – ptaki. Wedle autorów różnice w uzyskanych wynikach wynikają z rozpuszczania się rybich kości w układzie pokarmowym bielików. Rezultaty kolejnego badania nad grenlandzkimi bielikami (1983) wskazały jeszcze silniejsze preferencje w kierunku ryb, których szczątki stanowiły 91,8% z 660 sztuk pokarmu.
Lokalnie ssaki mogą stać się dominującym źródłem pokarmu w zimie, jak to wykazano w badaniach prowadzonych w Szkocji, Norwegii i wschodnich Niemczech. Na Półwyspie Kola stanowiły 41% zdobyczy. W wybranych częściach zasięgu stwierdzano znaczące sezonowe zmiany w składzie procentowym pożywienia. Przeważnie w ciepłych miesiącach bieliki częściej wybierały ryby, a w chłodniejszych – ptaki i ssaki. Trend ten szczególnie widoczny jest na wybrzeżach, przykładowo norweskich, bowiem w chłodniejszych miesiącach ryby przemieszczają się na większe głębokości.

### Ryby

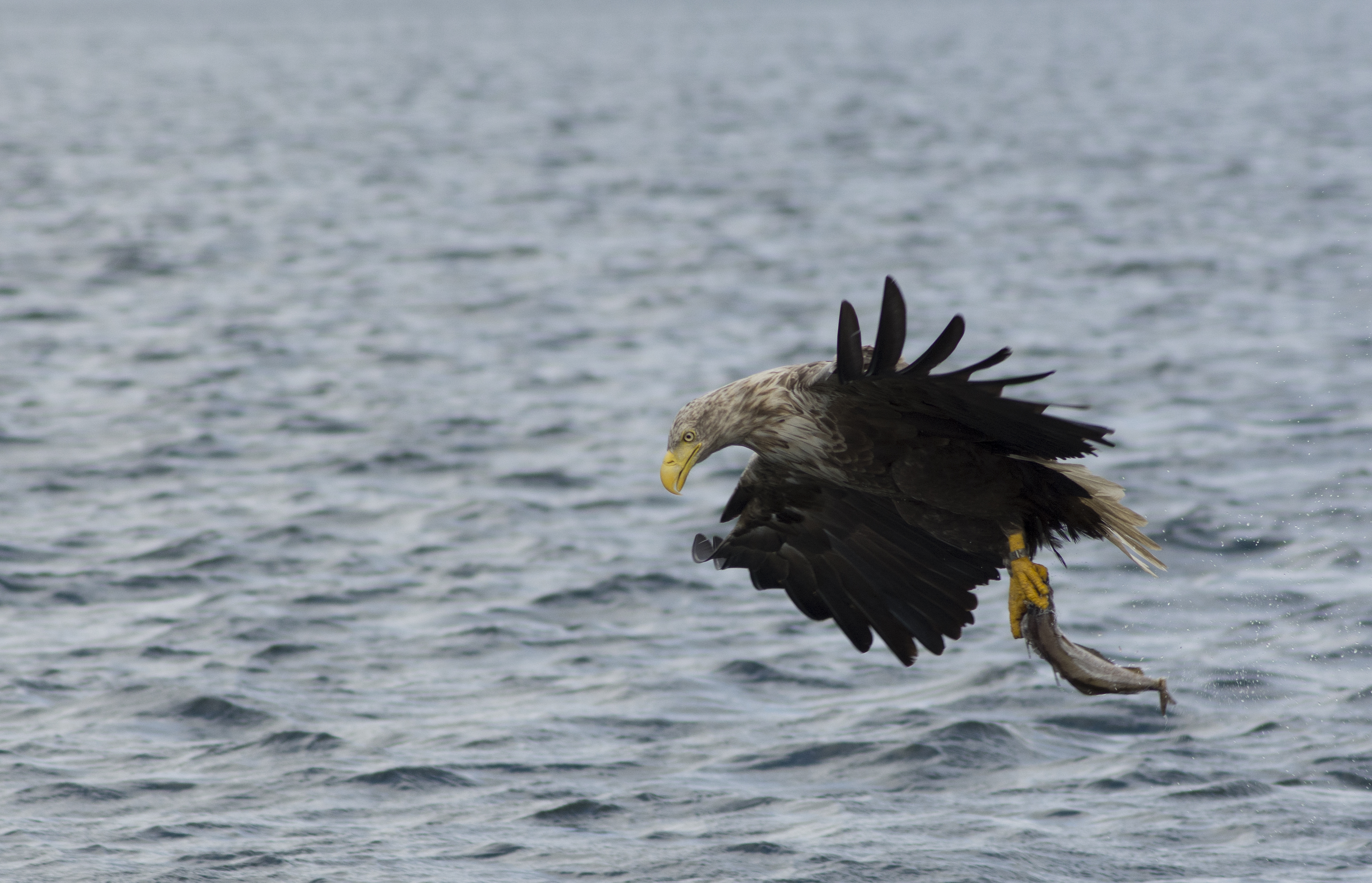
Bielik ze złapaną rybą

W całym swoim zasięgu bieliki jedzą ryby należące do około 70 gatunków. Mogą pozyskiwać je z wód o różnym stopniu zasolenia. Zwykle ograniczają się do polowania na płytkich wodach, często poniżej 1 m głębokości. Najdogodniejsze miejsca do żerowania znajdują się w regionach takich jak Morze Bałtyckie, gdzie znaleźć można nisko położone wybrzeża i archipelagi otoczone płyciznami. Bieliki wybierają zarówno ryby zdrowe, jak i osłabione, ranne czy już martwe. Niekiedy unoszą się one przy powierzchni wody ze względu na zainfekowanie bruzdogłowcami Diphyllobothrium, co często ma miejsce w przypadku karpiowatych. Korzystają z elektrowni wodnych jako źródeł okaleczonych, martwych ryb. Ryby bentosowe (denne), na przykład taszowate, są szczególnie narażone na atak z uwagi na swoje przywiązanie do dna zbiorników, co czyni je mniej uważnymi na zagrożenie pochodzące z góry. Czynnikiem decydującym o wyborze danej zdobyczy jest również jej rozmiar. Ryby mające poniżej 20 cm długości są rzadko łapane, te do 30 cm mają drugorzędowe znaczenie, najczęściej zdobycz mierzy od 30 do 60 cm długości. Długość złapanych ryb może przekraczać 90–100 cm, jednak wtedy są cięższe od samego drapieżnika. Jako że bieliki nie mają – w przeciwieństwie do bardziej przystosowanego łowcy, rybołowa (Pandion haliaetus) – możliwości natłuszczenia upierzenia, wolą nie moczyć swoich piór. Zamoczenie skutkuje długim schnięciem i ryzykiem utraty zdobyczy ze względu na utrudniony lot. Podczas polowania na ryby bieliki jak najszybciej odlatują ze swoim łupem na upatrzoną gałąź lub do gniazda. W trakcie polowania na szczególnie duże ryby drapieżnikom zdarza się pływać, pomagając sobie skrzydłami. Ten sposób polowania sfotografowano na Grenlandii, a do lat 70. XX wieku w Norwegii odnotowano 35 takich przypadków.
Najczęstszą ofiarą odnotowaną w przynajmniej 16 badaniach nad pożywieniem bielików jest szczupak pospolity (Esox lucius). Jako najczęstszą zdobycz wskazywano go wśród bielików z okolic Morza Bałtyckiego, Laponii (szwedzkiej), trzech miejsc w Finlandii, dwóch w Niemczech i na Białorusi. Procentowo największy odsetek sztuk zdobyczy stanowiły w szwedzkiej Laponii – 38,2% z 809. W wielu środowiskach szczupaki są drapieżnikami szczytowymi, przez co nie mają szczególnie maskującego ubarwienia i zwracają uwagę swoimi paskowanymi bokami ciała. Niektóre ofiary miały szacunkową masę 12 kg, jednakże bieliki z tak dużym okazem nie byłyby w stanie odlecieć, jedynie płynąć do brzegu. Drugą najczęstszą ofiarą bielika jest leszcz (Abramis brama). Wspomniany został w 10 spośród 18 dostępnych badań nad składem pożywienia H. albicilla i stanowił najczęstszą zdobycz w Poleskim Państwowym Rezerwacie Radiacyjno-Ekologicznym, w rosyjskiej części Uralu i w Rezerwacie przyrody Kostomuksza. Podobnie jak szczupaki są atrakcyjne dla bielików ze względu na dużą masę ciała i podatność na zakażenia pasożytnicze, dzięki którym unoszą się na powierzchni wody.
Ryby wielu innych gatunków są – w przeciwieństwie do szczupaków i leszczy – wybierane raczej na chybił trafił, jeśli są dostępne. Nadzwyczaj różnorodny jest zakres spożywanych karpiowatych – w diecie bielika stwierdzono przedstawicieli ponad 20 gatunków z tej rodziny. Szczególnie chętnie wybierają też ryby łososiowate i dorszowate – ze względu na ich rozmiar – oraz taszowate. Na Grenlandii bieliki najchętniej spożywały golce zwyczajne (Salvelinus alpinus), od których pochodziło 27,2% sztuk zdobyczy. Po nich najczęściej wybieranymi rybami były dorsze dwóch gatunków. Choć golce zwyczajne osiągają średnią masę 2,5 kg, a dorsze niekiedy większą, bieliki na Grenlandii jadły dorsze o masie 420–640 g i golce o masie 660–740 g. W Norwegii spośród 524 sztuk rybiej zdobyczy 24% stanowiły szczątki taszy (Cyclopterus lumpus; przeciętna masa 1,4 kg), a 17% – szczątki zębaczy pasiastych (Anarhichas lupus). W Norwegii ryby były jednak zdobyczą drugorzędną względem ptaków. W Szwecji bieliki – inaczej niż w Norwegii i Finlandii – polegają głównie na rybach, stanowiących 52% (nad Bałtykiem) i 60% (w Laponii) zdobyczy. W dwóch białoruskich badaniach również wskazano na zdominowanie diety przez ryby (48,1–53,7% zdobyczy). Podobnie duże znaczenie miały ryby dla bielików gniazdujących na Hokkaido, gdzie odpowiadały 54% z 533 sztuk zdobyczy; najczęstszą ofiarą był mintaj (Gadus chalcogrammus) stanowiący 18,4% zdobyczy. W kilku badaniach przeprowadzanych nad bielikami z delty Dunaju ryby okazywały się odpowiadać od 44,6 do 79% zdobyczy, reprezentowanej głównie przez karpie (Cyprinus carpio) i karasie srebrzyste (Carassius gibelio). W Rezerwacie przyrody Kostomuksza stwierdzono odsetek ryb w diecie rzędu 80%.

### Ptaki

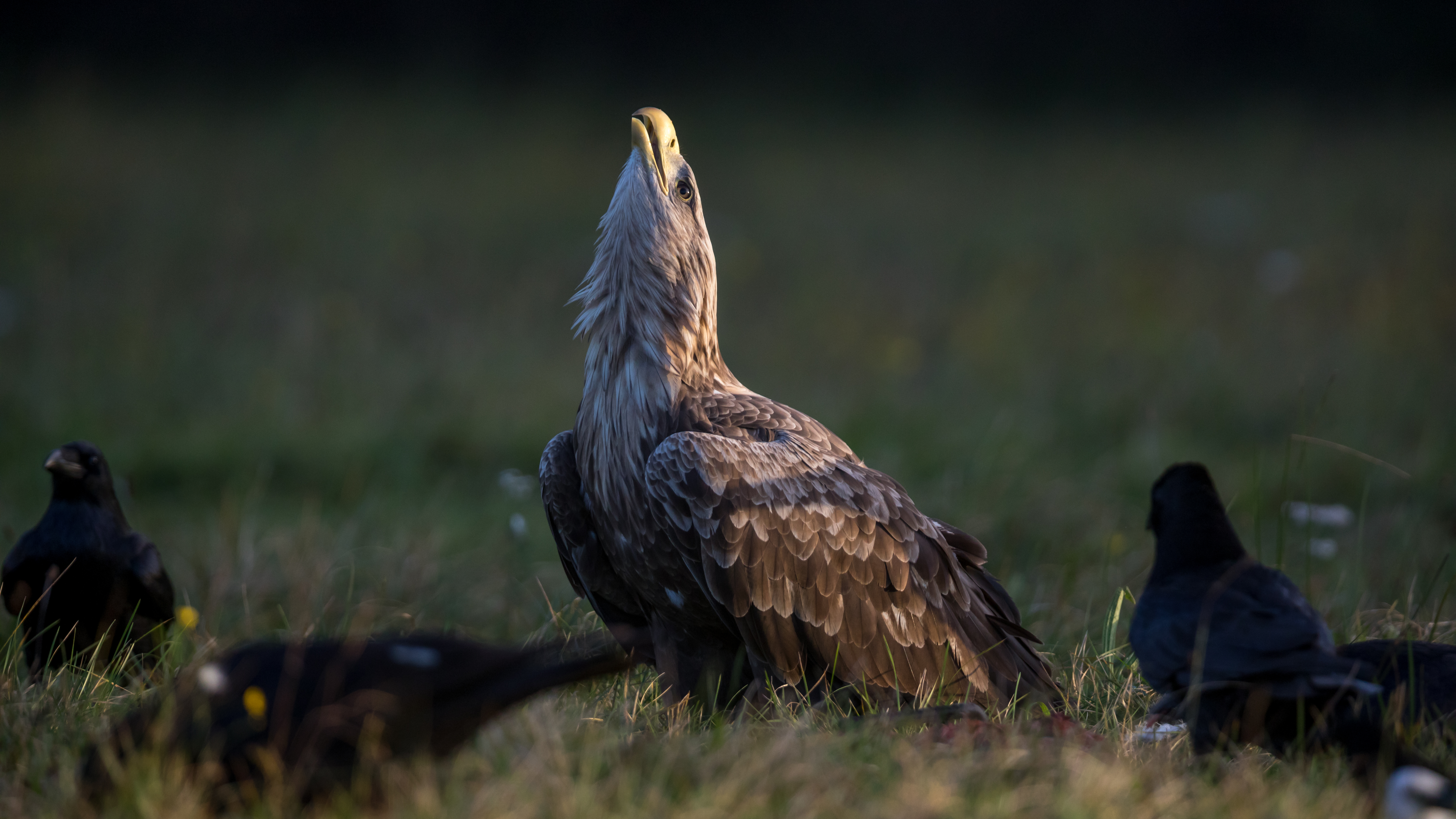
Bielik przyjmujący typową pozycję obronną z uniesionym dziobem. Złapaną o wschodzie słońca ofiarę strzeże przed czarnowronami (Corvus corone corone)

Najbardziej różnorodną zdobyczą bielików są ptaki – wśród ofiar stwierdzono ich 170 gatunków. Podczas polowania na ptaki bieliki stosują element zaskoczenia, nierzadko wykorzystując ukrycie czy jaskrawe światło słoneczne, by nagle zaatakować. Obserwowano na przykład bielika polującego na czaplę siwą (Ardea cinerea), która została zaskoczona przez drapieżnika lecącego nisko nad wzburzoną wodą. Mimo stosowanych metod ptactwo wodne przeważnie jest czujne i najczęściej ucieka. Grążyce i inne nurkujące ptaki wodne są preferowanym rodzajem pokarmu. Przed złapaniem zmuszane są wielokrotnego nurkowania, aby uniknąć schwytania przez bielika. Ten łapie je, gdy są już wyczerpane stosowaniem tej drogi ucieczki. Przeważnie ptaki nurkujące łapane są po niskim locie, drapieżnik wybiera najchętniej te żerujące w płytkiej wodzie. Ta metoda najpewniej lepiej sprawdza się w przypadku ptaków o jaskrawych barwach – na przykład samców edredona (Somateria mollissima) – gdyż są bardziej widoczne pod taflą wody. Prócz blaszkodziobych bieliki łowią w ten sposób nury i perkozy. Obserwowane w Rosji bieliki przeciętnie przypuszczały na edredona od 7 do 12 ataków, zwykle zakończonych sukcesem. Przez 45 minut zauważano nawet do 65 prób, jednak więcej niż kilka zwykle prowadziło do wyczerpania ptaka. Pewien młody osobnik poddawał się po 15–28 podejściach do złapania perkozka (Tachybaptus ruficollis).
Mniej pomyślnie udaje się bielikom polowanie na kaczki pływające, bowiem te zaniepokojone zrywają się do lotu. Wśród kaczek pływających jest co najmniej 8 gatunków, których przedstawiciele padają ofiarą bielików. Ze względu na ich społeczny tryb życia najłatwiej upolować odosobnionego osobnika lub jednego z objętego paniką stada. Wśród bielików z okolic Bajkału właśnie kaczki pływające tworzyły główną część diety – 51,8% ze 199 sztuk pokarmu. Łowy bielików stają się bardziej owocne, gdy na ofiarę wybierają kaczki zmieniające właśnie szatę na spoczynkową, ponieważ wtedy są one tymczasowo nielotne. Zimą wykorzystują okazję, by zapolować na łabędzie, którym po lądowaniu na lodzie przy braku otwartej wody w okolicy stopy przymarzają do podłoża. Dobijają również kaczki, które zostały postrzelone ze śrutu podczas polowania, lecz przeżyły (tak zwane postrzałki). Często bieliki są nękane przez inne duże ptaki, jak mewy czy jastrzębie (Accipiter gentilis). Niekiedy znajdują pożytek z takiej sytuacji i gwałtownie odwracają się by złapać nękającego ptaka. Z uwagi na swój oportunizm wykorzystują okazję na żer w postaci młodych czy dopiero opierzonych ptaków. Zazwyczaj jednak są to nie kaczki, a mewy i inne ptaki morskie czy szponiaste, gdyż te mają mniej ukryte lub wręcz odsłonięte gniazda. Wśród niemieckich i szkockich bielików blisko 86% złapanych mew stanowiły pisklęta lub młodociane osobniki. Za rzadkie uchodzą sytuacje, gdy zamiast piskląt posilą się jajami, choć stwierdzano takie zachowania. Jaja, które bieliki mogą przenieść w dziobie, należały do mew rodzaju Rissa i innych, edredonów oraz kormoranów.
Na skutek swojego występowania w okolicach okołobiegunowych i terenach podmokłych najszerzej pod względem geograficznym wybieraną ptasią ofiarą bielików są krzyżówki. Są drugorzędnym źródłem pokarmu przez część roku, w której nie przechodzą pierzenia. W Parku Narodowym Müritz (północno-wschodnie Niemcy) były 3. najczęstszą zdobyczą pod względem sztuk pokarmu (10,1%) oraz w Puszczy Augustowskiej (północno-wschodnia Polska), w której wśród bielików były 2. najczęstszą zdobyczą (9,8%). Jeśli na terytorium przedstawicieli H. albicilla występują i krzyżówki, i edredony, drapieżniki będą wybierać te drugie. Siedząca na gnieździe samica edredona może starać się uciec w locie, jednak kaczki te są stosunkowo słabymi i ociężałymi lotnikami. Edredon był dominującym gatunkiem wśród ofiar norweskich bielików – reprezentował 18,8% sztuk zdobyczy. Na Wyspach Alandzkich (Finlandia) edredony stanowiły 18,6% sztuk zdobyczy. Również na Islandii edredon wydaje się być preferowanym gatunkiem. Istnieją dowody wskazujące na negatywny wpływ bielików na populację edredonów w niektórych częściach świata; gdzieniegdzie zmieniły one tryb życia i żerują nocą, najpewniej celem uniknięcia ataków. W interiorze bieliki nad wszelką zdobycz przedkładają łyski (Fulica atra). W 18 badaniach nad dietą przedstawicieli H. albicilla łyski były drugimi najczęściej wybieranymi ptakami, czwartymi zaś zwierzętami ogółem. Łyski zbijają się w grupy na mokradłach i obserwowano nawet 5 bielików jednocześnie usiłujących zapolować na łyski z dużego stada. Są one łatwym celem dla drapieżników zważywszy na swoje zachowanie – rzadko nurkują, latają stosunkowo słabo i powolnie, do tego wykazują się mniejszą czujnością od większości ptactwa wodnego. Szczególnie duży odsetek zdobyczy tworzyły w Wigierskim Parku Narodowym – 43,9% sztuk zdobyczy. Dominowały też wśród bielików z Puszczy Augustowskiej, stanowiąc 11,6% sztuk zdobyczy. Ogółem w Wigierskim Parku Narodowym i Puszczy Augustowskiej ptaki odpowiadały kolejno 66,2% i 47,8% zdobyczy. W Delcie Dunaju w Rumunii odsetek ptaków diecie zwiększył się z 21% w 1970 do 50% w 2015, głównie ze względu na wzrost liczebności łysek w tym regionie.

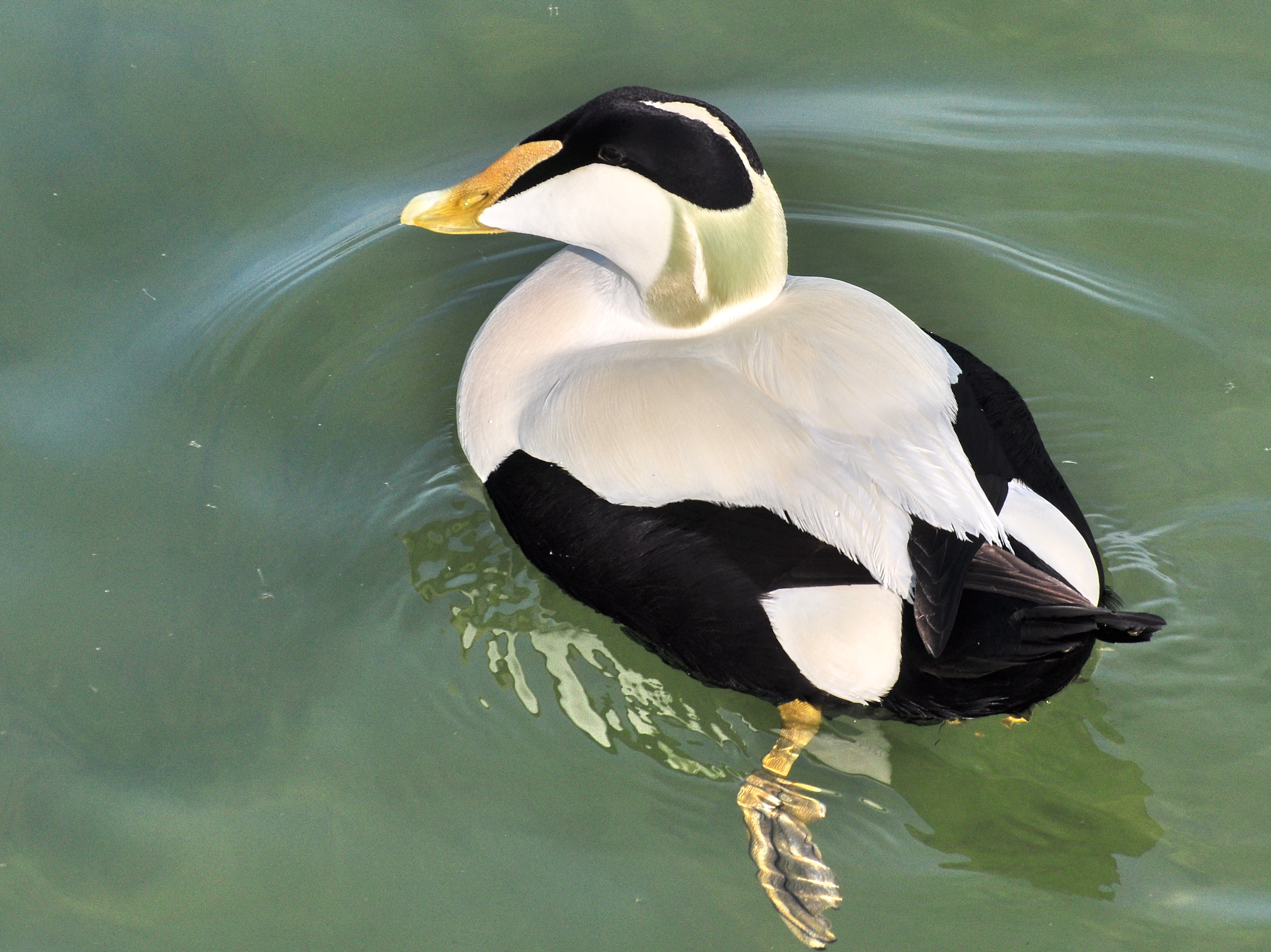
Pływające samce edredonów (Somateria mollissima) to częsty łup bielików

Łącznie stwierdzono polowanie bielików na blaszkodziobe 38 gatunków. Prócz nich łapią inne ptaki wodne – nury, perkozy, chruściele, rurkonose, czaple, bociany i inne brodzące oraz siewkowce, zwłaszcza mewy i alki. Do ofiar bielików należą nawet tak małe ptaki, jak biegusy malutkie (Calidris minuta), łęczaki (Tringa glareola) i sieweczki obrożne (Charadrius hiaticula); polowanie na te siewkowce jest jednak nieczęste. Wiadomo o kilkunastu gatunkach mew padających łupem bielików, od najmniejszych po przedstawicieli czterech największych gatunków. W Wielkiej Brytanii częstymi zdobyczami są fulmary (Fulmarus glacialis), co może przyczyniać się do zwiększania stężenia DDT i PCB w ciałach bielików. Fulmary bronią się przez zwracanie podobnej do smoły oleistej substancji o nieprzyjemnym zapachu, która może upośledzić zdolność lotu. Szczególnie młode bieliki, mniej doświadczone i ostrożne, są narażone na zostanie poklejonym przez ową oleistą ciecz. Alki, takie jak nurzyki (Uria aalge), stają się kluczowym źródłem pokarmu zimą u wybrzeża Norwegii, szczególnie na nadbrzeżnych wysepkach.
Na Półwyspie Fennoskandzkim zimą drapieżniki przyciągane są przez dużą liczbę kaczek nurkujących i traczy, dla przykładu edredonów, gągołów (Bucephala clangula), nurogęsi (Mergus merganser), szlacharów (M. serrator), czernic (Aythya fuligula) oraz uhli i markaczek (Melanitta). Wśród bielików z Wysp Alandzkich ptaki stanowiły 66,2% z 5161 sztuk zdobyczy, natomiast w trzech miejscach w Finlandii – 51,1% z 3152. W Niemczech (ogółem) ptaki odpowiadały 52,4% z 1637 sztuk zdobyczy, zaś w badaniu na mniejszą skalę (w którym monitorowano tylko ptaki z Parku Narodowego Müritz) – 65,7% zdobyczy. Wyraźną przewagę ptaków w diecie odnotowano natomiast w Szkocji (73,5% z 1930 sztuk zdobyczy) i Rezerwacie przyrody Kandałaksza w północno-zachodniej Rosji (75% z 523 sztuk zdobyczy).

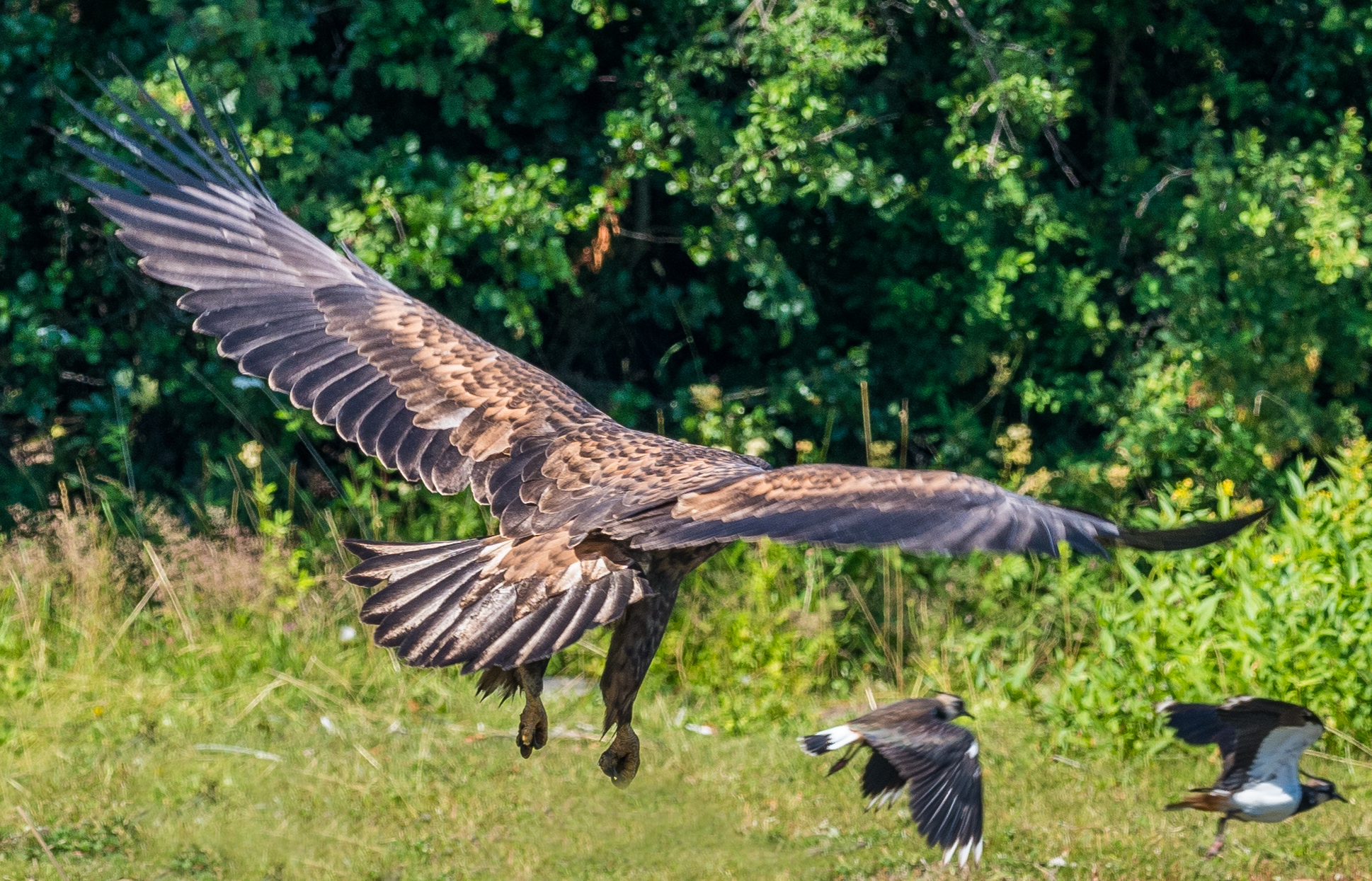
Młodociany bielik goniący dwie czajki (Vanellus vanellus)

Większość już wymienionych ptaków wodnych osiąga przeciętne rozmiary, jednak bieliki regularnie atakują również te większe. W wielu regionach duży odsetek ich pokarmu tworzą gęgawy (Anser anser), największe dzikie gęsi Europy. Wśród bielików zimujących w rezerwacie Oostvaardersplassen (północno-centralna Holandia) stanowiły 28,2% ze 192 sztuk zdobyczy. Prócz tego były drugą najczęstszą ofiarą w Parku Narodowym Müritz (16,5% sztuk zdobyczy) oraz w Austrii (9,5% z 349 sztuk zdobyczy). Bieliki polują na gęsi co najmniej dziesięciu gatunków. Latem chętnie jedzą gęsięta (młode gęgawy mogą okresowo stanowić do 23% zdobyczy), dorosłe gęsi w pozostałych porach roku. Zdrowe gęsi są w stanie prześcignąć bielika w locie, mimo że cechuje je mniejsza zwinność.
Do ofiar bielików należą również duże ptaki brodzące, w tym czaple sześciu gatunków, żurawie zwyczajne (Grus grus) oraz bociany czarne (C. nigra) i białe (C. ciconia). W Poleskim Państwowym Rezerwacie Radiacyjno-Ekologicznym bociany: czarny i biały stanowiły odpowiednio 12,6% (2. najczęstszy łup) i 6,3% (4. najczęstszy łup) zdobyczy. Stosunkowo duży udział bocianów czarnych w diecie bielików zaobserwowano też w Puszczy Augustowskiej, gdzie wokół jednego z gniazd znaleziono szczątki 50 osobników. Donoszono o atakach na jedne z największych ptaków wodnych, jakie przychodzi bielikom spotkać – kormorany (Phalacrocorax carbo). W niektórych miejscach, między innymi na Bałtyku, niemalże doprowadzały do wytrzebienia kolonii – zarówno przez zjadanie jaj, jak i samych kormoranów. Na estońskiej wyspie Hiuma, w momencie badania będącej domem dla blisko 25 par bielików, obserwowano nawet 26 drapieżników krążących w kolonii kormoranów. Podobnie duże znaczenie mają kormorany japońskie (P. capillatus), które na Hokkaido okazały się odpowiadać 11,63% z 533 sztuk zdobyczy. Na północnym Atlantyku bieliki polują na głuptaki (Morus bassanus). Zabłąkane osobniki na Hawajach żywiły się albatrosami ciemnolicymi (Phoebastria immutabilis), być może i czarnonogimi (P. nigripes). Do innej dużej zdobyczy zaliczają się nury lodowce (Gavia immer). Do największych łupów bielika należą łabędzie, na ogół nieme (Cygnus olor) i łabędzie małe (C. columbianus bewickii). Najbardziej narażone na ataki są młode lub ranne osobniki, ale bieliki polują też na zdrowe, dorosłe okazy ważące blisko 10 kg.
Bieliki polują również na ptaki lądowe przynajmniej 60 gatunków. W większości mają one jednak marginalny udział w diecie. Większym wykazują się ptaki łowne, a dokładniej grzebiące. Wyróżnić tu można Białoruś i Rosję, zwłaszcza w regionie Morza Białego, gdzie bieliki często polują na pardwy. W Austrii stwierdzono polowanie na bażanty (Phasianus colchicus). Od czasu do czasu łapią samce głuszca (Tetrao urogallus). Największą ofiarą był drop (Otis tarda) ważący blisko 15 kg. Najprawdopodobniej został, tak jak duże ryby, zjedzony na miejscu lub rozczłonkowany. Stwierdzono polowanie na wróblowe około 20 gatunków, aczkolwiek ze względu na ich mały rozmiar i zręczny lot mają znaczenie marginalne. Najmniejszą odnotowaną ofiarą bielika była bogatka zwyczajna (Parus major). Możliwe jednak, że drobna zdobycz jest pomijana w statystykach z uwagi na niewielką ilość identyfikowalnych szczątków, jaką zostawiają. Z drugiej strony mają niewielką wartość dla drapieżnika, ponieważ ich wartość odżywcza jest niewspółmierna do wysiłku podjętego celem złapania tak małego ptaka. Jedynymi wróblowymi stosunkowo często padającymi ofiarą bielików są krukowate należące do 8 gatunków. Tworzyły duży odsetek zdobyczy u bielików z Hokkaido, gdzie wrony wielkodziobe (Corvus macrorhynchos) i wrony siwe (Corvus corone) łącznie odpowiadały 14,8% z 533 sztuk zdobyczy.

### Ssaki i pozostałe zdobycze

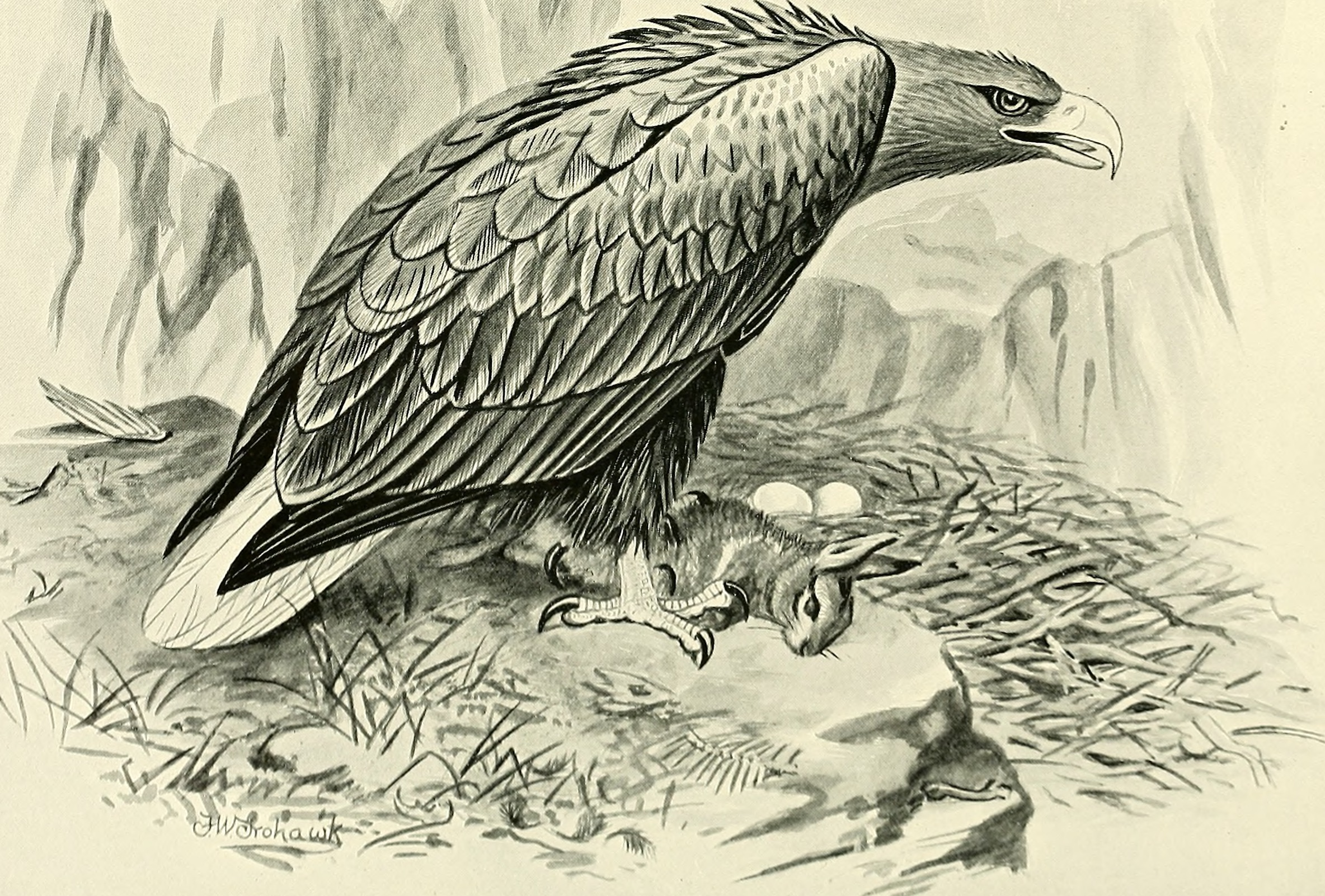
Ilustracja z 1896 – bielik z królikiem europejskim (Oryctolagus cuniculus)

Ssaki zazwyczaj stanowią drugorzędny element diety. Choć są w niej procentowo lepiej reprezentowane od pozostałej zdobyczy innej od ptaków i ryb, ich udział jest zmienny w zależności od regionu. Gdy w danym regionie duży udział w diecie stanowią ssaki, są to przeważnie zającowate (Leporidae). Według niektórych szkockich badań króliki europejskie (Oryctolagus cuniculus) i zające bielaki (Lepus timidus) odpowiadały 25% zdobyczy (nie podano informacji, czy liczbowo, czy masowo). Podobnie wysoki udział zajęcy szaraków (Lepus europaeus) w diecie zaobserwowano w Austrii, gdzie odpowiadały one 24,4% z 349 sztuk zdobyczy (ssaki ogółem 34,7%). W Niemczech zające szaraki, mimo że łapane stosunkowo często, stanowiły zdobycz drugorzędną. Biorąc pod uwagę średnią masę zającowatych, wynoszącą od 1,8 kg u królików do 3,8–4,2 kg u zajęcy szaraków i polarnych (L. arcticus), mogą one mieć słuszny udział w biomasie zdobyczy. Innymi dużymi ssakami łapanymi przez bieliki są lisy, wśród których lisy polarne (Vulpes lagopus) były 6. najczęstszą ofiarą na Grenlandii, a lisy rude (V. vulpes) były w liczbie dwunastu odnotowane jako zdobycz w Norwegii. Zarówno na przybrzeżnych wysepkach Norwegii, jak i na Grenlandii ssaki są w dużych liczbach odławiane, gdy śnieg już stopnieje, ale futro zwierząt jeszcze pozostaje białe. Bieliki polują również na szczenięta fok, prawdopodobnie te osłabione, być może chętniej korzystają z padliny. Przy Bajkale obserwowano pożywianie się bielika na czterech szczeniętach nerpy bajkalskiej (Pusa sibirica). Możliwe, że polują na młode szarytki morskie (Halichoerus grypus). W diecie przedstawicieli H. albicilla odnotowano łasicowate przynajmniej siedmiu gatunków, od łasicy pospolitej (Mustela nivalis) po – rzadko – wydry europejskie (Lutra lutra). Wizony amerykańskie (Neovison vison) zostały introdukowane do Finlandii jako zwierzęta futerkowe. Okazały się być zwierzętami inwazyjnymi, zagrażającymi wielu rdzennym gatunkom. Bieliki stały się przydatne jako drapieżniki kontrolujące populację wizonów, a nawet uniemożliwiające rozród przez intensywne drapieżnictwo. Nie odnotowano polowań na przedstawicieli rodzimego, krytycznie zagrożonego gatunku, norki europejskiej (Mustela lutreola), być może w konsekwencji ich bardziej skrytego trybu życia. Wśród zdobyczy bielików odnotowano również młode bobrów europejskich (Castor fiber) i introdukowanych bobrów kanadyjskich (C. canadensis).
Najszerzej pod względem geograficznym rozpowszechnioną ssaczą zdobyczą bielików są introdukowane piżmaki amerykańskie (Ondatra zibethicus). Przeważnie stanowią tylko dodatek do diety. Większe spożycie piżmaków odnotowano w Finlandii. Analiza szczątków z gniazd bielików w okolicy delty rzeki Ili (Kazachstan) wykazała, że wiosną i jesienią 30–43% szczątków pochodziło od piżmaków, latem natomiast jedynie 14%. Przyczyna tej różnicy była nieznana. Wiadomo również o polowaniu bielików na gryzonie około 20 gatunków. W niektórych z zimniejszych regionów Rosji, przykładowo na Uralu i półwyspie Kola, monitorowane bieliki okazały się spożywać zaskakująco dużo gryzoni – odpowiednio 13,8% i 21% pozostałych skrawków pożywienia. Najmniejszymi gryzoniami wśród zdobyczy bielików były norniki zwyczajne (Microtus arvalis) i myszarki zaroślowe (Apodemus sylvaticus), niemniej odnotowano pożywianie się i mniejszymi ssakami – ryjówkami aksamitnymi (Sorex araneus). Na drugim końcu skali pod względem rozmiaru zdobyczy plasują się kopytne kilkunastu gatunków. Przeważnie są zjadane jako padlina. Bieliki pożywiają się między innymi na truchłach koni (Equus ferus caballus), łosi (Alces alces), bydła (Bos taurus) i żubrów (Bison bonasus). Spośród żywej zdobyczy mogą obierać sobie za cel cielęta jeleniowatych – renifery (Rangifer tarandus), jeleni szlachetnych (Cervus elaphus) i saren (Capreolus capreolus) – oraz warchlaki. W Poleskim Państwowym Rezerwacie Radiacyjno-Ekologicznym szczątki dzików stanowiły 7,1% spośród wszystkich. Jedną z głównych przyczyn prześladowań bielików przez ludzi było zjadanie przez nie owiec (Ovis aries) i kóz (Capra aegagrus hircus), szczególnie jagniąt i koźląt. Rzadko jednak ofiarą tych ptaków padały zdrowe okazy i najczęściej czyniły pożytek z tych już martwych. W Norwegii na 36 przypadków pożywiania się jagniętami lub koźlętami tylko w 12 wiadomo było, że młode zostało zabite przez samego bielika.
Zdobycz inna niż ryby, ptaki i ssaki jest rzadko wybierana przez bieliki. Wiadomo o zjadaniu gadów przynajmniej 6 gatunków. Wśród płazów padających ofiarą bielika wiadomo jedynie o dwóch gatunkach ropuch. Jedynie na Uralu zjadane przez bieliki gady i płazy cechuje pewna różnorodność. Młodociane bieliki były widywane przy Renie podczas żerowania na niezidentyfikowanych małżach. W Norwegii znajdywano niemożliwe do oznaczenia skorupy małży i ślimaków, zapewne pochodzące z żołądków edredonów. Wyjątkowo wysoki odsetek owadów w diecie bielików odnotowano w Puszczy Augustowskiej – 24%, z czego większość stanowiły ważki (Odonata).